# 불구덩이

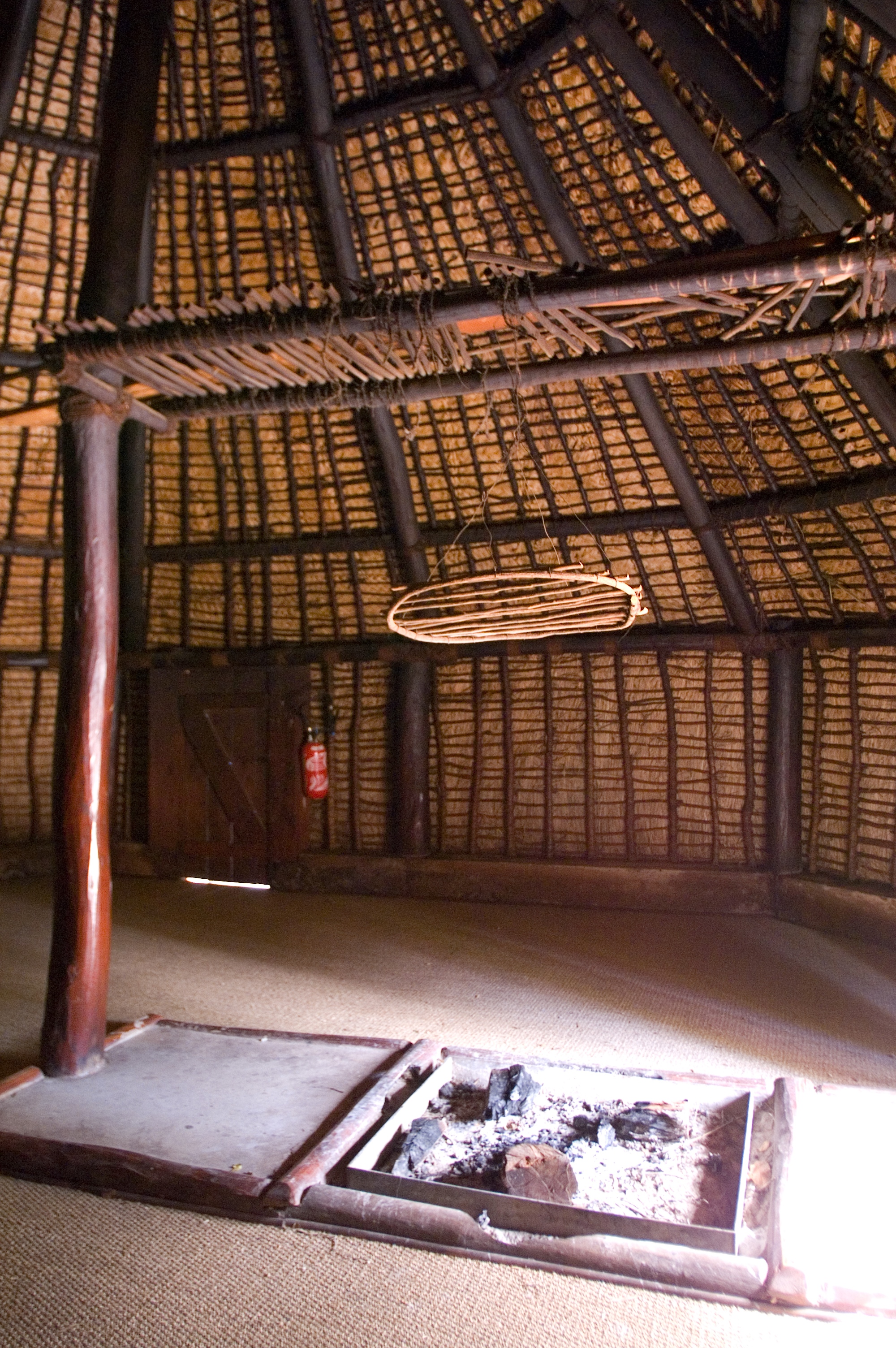
누벨칼레도니 원주민 가옥의 불구덩이.

불구덩이(영어: hearth 허스[*])는 바닥에 불을 피워놓고 불이 주변으로 옮겨붙지 않게 돌이나 벽돌 따위로 둘러쳐 구획을 만든 것이다. 연료가 계속 타오르면 불구덩이 안에 재가 모인다. 이것 주위로 벽과 뚜껑(부뚜막)을 세우면 난로가 되며, 난로 밖에서 불구덩이에 접근할 수 있는 통로가 아궁이다. 즉 난로에서 불이 타오르는 장소가 불구덩이가 된다. 또한 불구덩이 그 자체가 가장 원시적인 형태의 난로다.
원시적인 가옥에서는 집 정중앙에 불구덩이를 만들고 그 연기가 지붕 꼭대기의 연기구멍으로 빠져나가게 했다. 벽난로가 만들어지면서 불구덩이는 벽난로 속으로 들어가고, 굴뚝은 지붕 가운데에서 벽과 지붕이 만나는 가장자리로 이동했다.

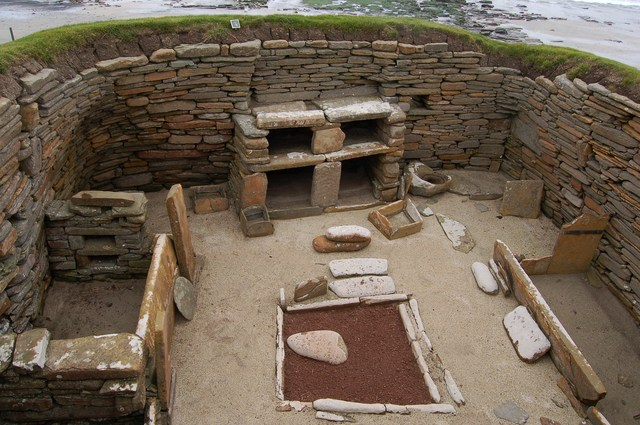
오크니의 신석기유적 스캐러 브레이. 전경에 붉은 흙이 채워진 곳이 불구덩이다.
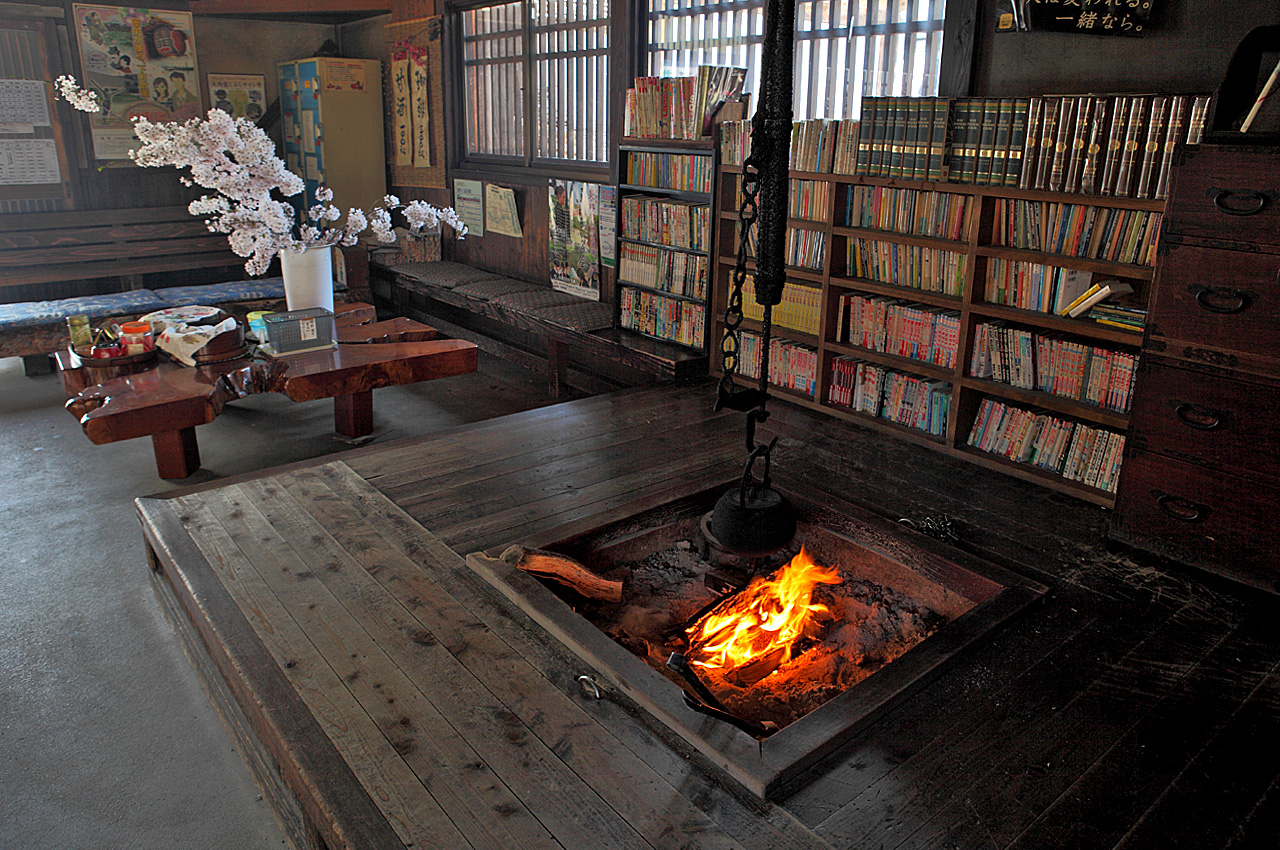
일본의 전통 불구덩이인 이로리는 현대에도 사용된다.
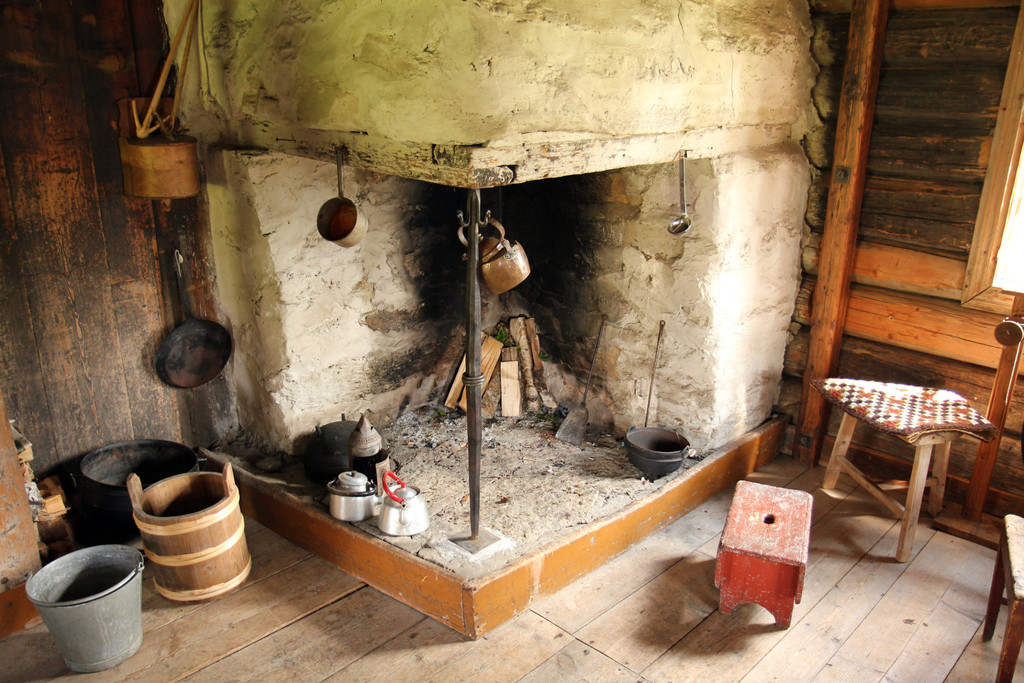
노르웨이의 불구덩이. 아궁이를 두방향으로 트는 대신 벽 중간이 아니라 구석에 설치되었다.
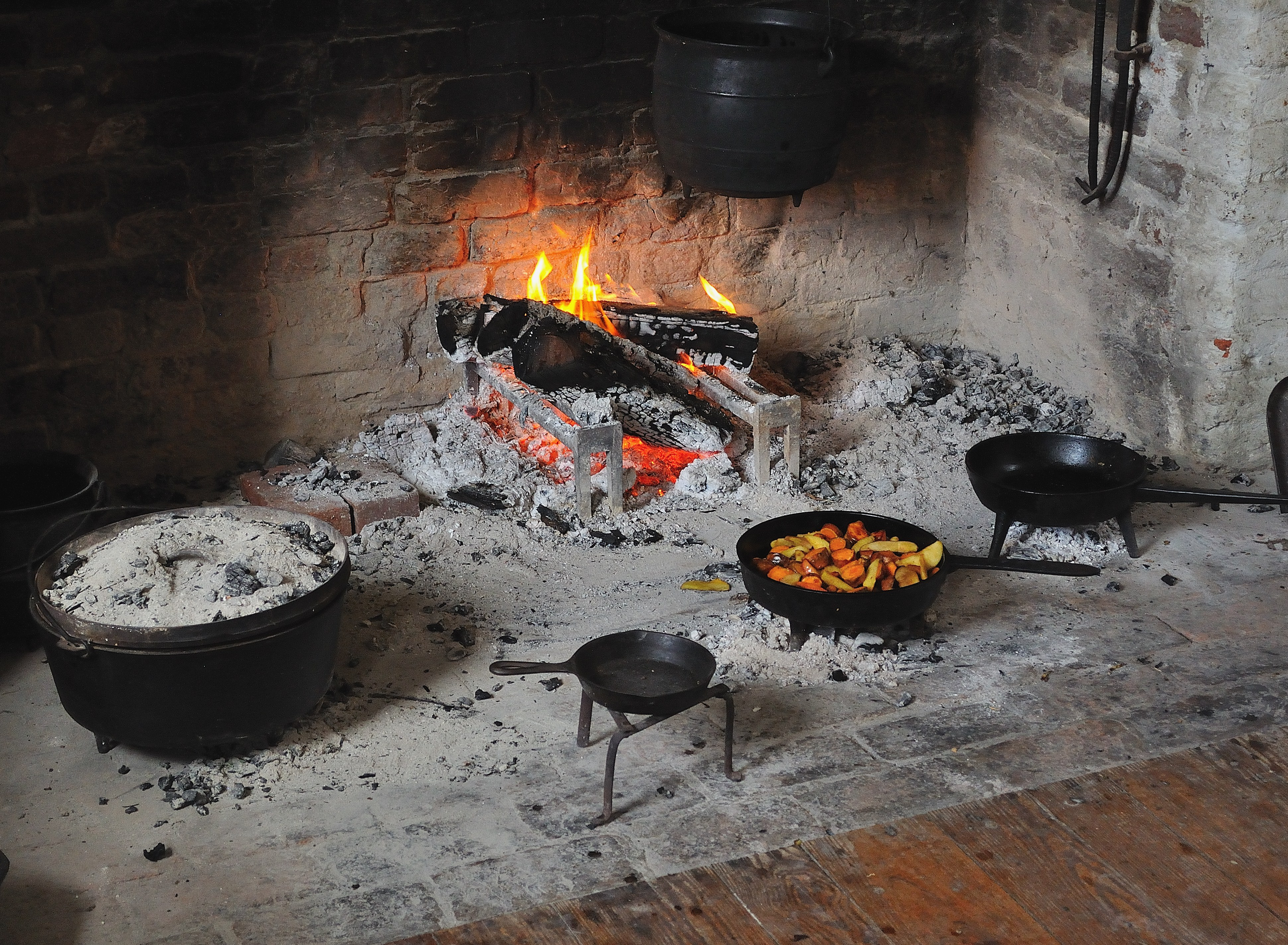
불구덩이 주변의 전도열은 음식 조리에도 사용된다.

## 같이 보기
- 아궁이
- 벽난로
- 대장간
- 홀하우스
- 이로리
- 주방
- 베스타